# Piotr Wejman
Piotr Wejman (ur. 17 grudnia 1969) – polski lekkoatleta specjalizujący się w skoku o tyczce, medalista mistrzostw Polski.

## Życiorys
Był zawodnikiem Lechii Gdańsk.
Początkowo trenował bieg płotkarski na 110 m. W tej konkurencji był m.in. brązowym medalistą halowych mistrzostw Polski juniorów. W 1989 został w skoku o tyczce młodzieżowym mistrzem Polski na stadionie. Na mistrzostwach Polski seniorów wywalczył jeden medal w skoku o tyczce: srebrny w 1991. 
Jest synem trenera tyczkarskiego, Walentego Wejmana i ojcem tyczkarki, Karoliny Wejman.
Rekord życiowy w skoku o tyczce: 5,10 (12.07.1991).